# Paul Wilson (musicien)
Pour les articles homonymes, voir Paul Wilson et Wilson.
Paul Wilson, né à Kinlochleven, en Écosse, le 20 octobre 1978, est le bassiste du groupe de rock indépendant Snow Patrol.

## Biographie
Paul Wilson a appris très jeune à jouer de divers instruments, commençant par le piano à l'école de musique. C'est un multi-instrumentiste qui sait jouer de la basse, de la guitare, du piano, de la batterie et du banjo. Il est devenu ami avec les membres initiaux du groupe Snow Patrol en 1995. En 2000, il rejoint le groupe Terra Diablo, nouvellement formé, comme guitariste. Terra Diablo fait la première partie de plusieurs concerts de Snow Patrol et Wilson joue de la guitare et des claviers pour le groupe de ses amis lors de ces concerts.
En février 2005, Wilson quitte Terra Diablo. Le mois suivant, Mark McClelland quitte Snow Patrol et Gary Lightbody demande à Wilson de le remplacer à la basse. Il joue son premier concert en tant que membre officiel de Snow Patrol le 1er avril 2005 à Dingle.
Il joue de la basse en gaucher et utilise généralement une Rickenbacker 4000.